# It’s Alright (песня Рики Мартина)
It’s Alright (рус. Все отлично) — последний сингл с альбома Рики Мартина Life. Испанская версия называется «Déjate Llevar» («Расслабься»). Сингл был выпущен 7 марта 2006.
В оригинальной версии «It’s Alright» присутствует вокал только Мартина. В 2006 г. М. Покора записал вокал на французском и эта новая версия была выпущена синглом во франкоязычных странах. Позже он был включен в специальный выпуск альбома M. Pokora Player. Это была одна из последних песен автора-исполнителя Сорайи, которая умерла от рака груди позднее в 2006 г.

## Появление в чарте
«Déjate Llevar» достиг пика на двадцать первой строке в Hot Latin Songs в США.
Сольная версия «It’s Alright» достигла семнадцатой позиции в Финляндии и шестьдесят девятой в голландском Single Top 100.
Дуэт «It’s Alright» с М.Покора достиг пика на четвёртой строке в French Singles Chart и получил Серебряный статус за продажи 100,000 копий. Он достиг также одиннадцатой строки в бельгийской Валлонии и восемнадцатой в Швейцарии.

## Клип
Снятые в Нью-Йорке и Пуэрто-Рико компанией «Liquid Films», видео для английской и испанской версий были срежиссированы Саймоном Брендом и продюсированы Бетинной Абаскаль, Робертом Феличиано и Робертом Перкинсом. Маз Махани был главным оператором. Видео вышло в свет в феврале 2006 г.
Видео с Рики Мартином при участии М. Покора с живого выступления, режиссёром которого стал Жерар Пюллисино, вышло в апреле 2006 г.

## Форматы и трек-листы
European CD single
1. «It’s Alright» — 3:31
2. «Dejate Llevar» (Spanish Version) — 3:32

French CD single
1. «It’s Alright» (Radio Edit) (featuring M. Pokora)
2. «It’s Alright» (Spanglish Extended Remix) (featuring M. Pokora)

French CD maxi-single
1. «It’s Alright» (featuring M. Pokora) — 3:22
2. «It’s Alright» (Album Version) — 3:22
3. «María» (Spanglish Extended Remix) — 7:56

## Чарты и сертификации

### Чарты
| Чарт (2006)                     | Наивысшая позиция |
| ------------------------------- | ----------------- |
| Belgian Flanders Ultratip Chart | 18                |
| Belgian Wallonia Singles Chart  | 11                |
| Dutch Single Top 100            | 69                |
| European Hot 100 Singles        | 18                |
| Finnish Singles Chart           | 17                |
| French Singles Chart            | 4                 |
| Swiss Singles Chart             | 18                |
| US Billboard Hot Latin Songs    | 21                |
| US Billboard Latin Pop Songs    | 6                 |

### Годовые чарты
| Чарт (2006)                    | Позиция |
| ------------------------------ | ------- |
| Belgian Wallonia Singles Chart | 43      |

### Сертификации
| Страна  | Сертификации |
| ------- | ------------ |
| Франция | Серебро      |